# DVU Brandenburg
Die DVU Brandenburg war der Landesverband der als rechtsextrem eingestuften Partei Deutschen Volksunion (DVU) in Brandenburg. Bei der Landtagswahl 1999 schaffte sie mit 5,3 % den Einzug in den dortigen Landtag. 2004 konnte sie das Ergebnis auf 6,1 % steigern, womit sie zum ersten und einzigen Mal den Wiedereinzug in den Landtag eines Flächenbundeslandes schaffte. Da sie 2009 nur noch 1,1 % erzielte, schied sie aus dem Landtag aus.

## Abgeordnete im Landtag von Brandenburg
Bei der Landtagswahl am 5. September 1999 zog die DVU mit 5,3 % und fünf Abgeordneten in den Brandenburger Landtag ein. Am 19. September 2004 konnte sie ihr Ergebnis auf 6,1 % steigern und war im dortigen Landtag danach mit sechs Abgeordneten vertreten.
Abgeordnete im brandenburgischen Landtag waren:
- Michael Claus
- Birgit Fechner
- Werner Firneburg (2003 gestorben)
- Harald Heinze
- Liane Hesselbarth (Fraktionsvorsitzende)
- Markus Nonninger (ab 2003, nachgerückt für Firneburg)
- Sigmar-Peter Schuldt (Parlamentarischer Geschäftsführer) (2009 gestorben)
- Norbert Schulze (ab 2004)

## Parlamentarische Arbeit
Im Gegensatz zu ihren Vorgängern in Bremen, Schleswig-Holstein und Sachsen-Anhalt blieb die Landtagsfraktion in Brandenburg bis zum Ausscheiden aus dem Landtag zusammen. Lediglich zum Jahreswechsel 2004/2005 vermuteten Medien einen Konflikt, da sich die Abgeordneten Michael Claus und Markus Nonninger skeptisch über den Plan der Bundespartei äußerten, künftig mit der NPD zusammenzuarbeiten. In ihrer Selbstdarstellung wies sie gerne darauf hin, dass sie wesentlich aktiver als die anderen im Brandenburger Landtag vertretenen Parteien sei. In der Tat brachte sie zahlreiche Gesetzesentwürfe und andere Anträge ein, jedoch überstanden diese aufgrund der Mehrheitsverhältnisse so gut wie nie die erste Lesung.
Auch die parlamentarische Arbeit der DVU-Abgeordneten in Brandenburg wurde vereinzelt als wenig kompetent kritisiert; so wurde zum Beispiel 1999 der Antrag eingebracht, das „brandenburgische Landesamt für Verfassungsschutz“ aufzulösen wobei in Brandenburg ein solches Amt nicht existiert. Weitere Forderungen beinhalteten unter anderem ein „Sprachschutzgesetz“, die – seitdem von der SPD-CDU-Koalition umgesetzte – „Einführung des finalen Todesschusses im Polizeirecht“ sowie die „Abschaffung der Ökosteuer“. Politische Gegner und Beobachter vermuten, dass die Fraktion mit ihren parlamentarischen Initiativen vor allem versuche, die Landesministerien lahmzulegen.
Im Rahmen von Hausdurchsuchungen bei Mitgliedern und Sympathisanten, anlässlich des Verbotes der Neonazi-Kameradschaft ANSDAPO im Jahr 2005 stellte sich heraus, dass der 21-jährige Sohn der brandenburgischen DVU-Fraktionsvorsitzenden Liane Hesselbarth Kassenwart und Beisitzer dieser Organisation war. Diese hat laut Informationen des brandenburgischen Innenministeriums „hohe Wesensverwandtschaft mit dem Nationalsozialismus“. Im Rahmen der 21 Hausdurchsuchungen stellte die Polizei Waffen, Scharfe Munition und Propagandamaterial sicher. Laut Innenministerium bestanden Kontakte zwischen DVU und ANSDAPO. Letztere fielen immer wieder durch Straftaten wie „Raub und Körperverletzung sowie Hausfriedensbruch auf“.

## Auflösung und Übertritt zur NPD
Seit ihren erfolgreichen Jahren Mitte der 1990er Jahre verlor die DVU bundesweit an Aufmerksamkeit zugunsten der wesentlich stärkeren Konkurrenz NPD. Auch in Brandenburg, der letzten Hochburg der DVU, sank die Mitgliedszahl von ihrem Höhepunkt 1999 mit etwa 400 Mitgliedern bis zum Tiefststand 2009 mit nur noch 150 Mitgliedern. Hinzu kam, dass die NPD bei der Landtagswahl in Brandenburg 2009 den sogenannten „Deutschland-Pakt“ von 2005 brach und in Brandenburg antrat. Beide Parteien scheiterten deutlich an der Fünf-Prozent-Hürde, die DVU mit lediglich 1,1 Prozent, die NPD mit 2,6 Prozent. Hinzu kam auch eine hohe Überschuldung, die die Partei auf Bundesebene quasi handlungsunfähig machte. So wurde auf einem letzten DVU-Parteitag am 12. Dezember 2010 mehrheitlich für eine Fusion gestimmt, die dann auch am 1. Januar 2011 umgesetzt wurde.
Die Reststrukturen des brandenburgischen Landesverbands brachen bereits Mitte 2010 zusammen. Der letzte Landesvorsitzende Klaus Mann, an der Doppelspitze mit Bärbel Redlhammer-Raback, liebäugelte bereits vorher mit den Freien Kameradschaften und ließ es zu, das auf seinem Grundstück in Finowfurt Rechtsrock-Konzerte veranstaltet wurden. Von den übrig gebliebenen Mitgliedern traten insgesamt 40 zur NPD über. Einige verweigerten diesen Schritt und blieben parteilos, da sie von einer stärker rechtsextremen Ideologie der NPD abgeschreckt waren. Einige schlossen sich später der Partei Die Rechte von Christian Worch ein, darunter auch Klaus Mann, der Landesvorsitzender in Brandenburg wurde. Die Webseite blieb noch bis Mitte 2011 online, wurde dann aber doch eingestellt.